# Grand Prix WMRA 2000
Navigation
1999 2001
Le Grand Prix WMRA 2000 est la deuxième édition du Grand Prix WMRA, compétition internationale de courses en montagne organisée par l'association mondiale de course en montagne.

## Règlement
Le barème de points est identique par rapport à l'année précédente. Le calcul est identique dans les catégories féminines et masculines. Le score final cumule les points de toutes les épreuves.
| Classement | 1er | 2e | 3e | 4e | 5e | 6e | 7e | 8e | 9e | 10e | 11e | 12e | 13e | 14e | 15e | 16e | 17e | 18e | 19e | 20e | 21e | 22e | 33e | 24e | 25e | 26e | 27e | 28e | 29e | 30e |
| ---------- | --- | -- | -- | -- | -- | -- | -- | -- | -- | --- | --- | --- | --- | --- | --- | --- | --- | --- | --- | --- | --- | --- | --- | --- | --- | --- | --- | --- | --- | --- |
| Points     | 100 | 80 | 60 | 50 | 45 | 40 | 36 | 32 | 29 | 26  | 24  | 22  | 20  | 18  | 16  | 15  | 14  | 13  | 12  | 11  | 10  | 9   | 8   | 7   | 6   | 5   | 4   | 3   | 2   | 1   |

## Programme
Le calendrier se compose de quatre courses. La course de montagne du Hochfelln accueille le Trophée mondial de course en montagne et n'est plus présente au calendrier. Elle est remplacée par la course de montagne du Krvavec.
| Nom de la course              | Distance               | Dénivelé                | Pays     | Date           |
| ----------------------------- | ---------------------- | ----------------------- | -------- | -------------- |
| Course de montagne du Krvavec | 9 km                   | +1 200 m                | Slovénie | 11 juin 2000   |
| Course de montagne du Danis   | 10,4 km                | +536 m                  | Suisse   | 9 juillet 2000 |
| Course de Schlickeralm        | 11,2 km                | +1 270 m                | Autriche | 6 août 2000    |
| Challenge Stellina            | 14,4 km () / 8,1 km () | +1 630 m () / +820 m () | Italie   | 20 août 2000   |

## Résultats

### Hommes
La première manche se déroule en Slovénie, à la course de montagne du Krvavec qui accueille le Trophée européen de course en montagne l'année suivante. Antonio Molinari s'impose devant Helmut Schmuck et Robert Quinn. Antonio Molinari établit un nouveau record en 40 min 41 s à la course de montagne du Danis. Martin Cox et Marcel Matanin complètent le podium. Jonathan Wyatt remporte la course de Schlickeralm. Le podium est complété par Antonio Molinari et Martin Cox, tandis qu'Helmut Schmuck termine quatrième. Le Néo-Zélandais s'impose lors de la finale au Challenge Stellina devant les Italiens Marco De Gasperi et Antonio Molinari. Ce dernier remporte le Grand Prix grâce à ses deux victoires et deux autres podiums. Helmut Schmuck termine au pied du podium et se classe troisième derrière le Britannique Martin Cox.
| Course                        | Vainqueur        | Deuxième         | Troisième        |
| ----------------------------- | ---------------- | ---------------- | ---------------- |
| Course de montagne du Krvavec | Antonio Molinari | Helmut Schmuck   | Robert Quinn     |
| Course de montagne du Danis   | Antonio Molinari | Martin Cox       | Marcel Matanin   |
| Course de Schlickeralm        | Jonathan Wyatt   | Antonio Molinari | Martin Cox       |
| Challenge Stellina            | Jonathan Wyatt   | Marco De Gasperi | Antonio Molinari |

### Femmes
La Colombienne Alexandra Olarte remporte la course de montagne du Krvavec. Le podium est complété par Angela Mudge et Ľudmila Melicherová. Une semaine après avoir remporté son deuxième titre européen, Izabela Zatorska remporte la victoire à Lenzerheide. Elle y devance Angela Mudge et Birgit Sonntag. L'Allemande s'impose à Schlickeralm. Elle devance Angela Mudge et Alexandra Olarte. Birgit Sonntag remporte la victoire lors de la finale au Challenge Stellina. Le podium est complété par Izabela Zatorska et Alexandra Olarte. Angela Mudge ne termine que cinquième mais elle remporte le Grand Prix grâce à une saison constante marquée par trois deuxièmes places. La Colombienne Olarte se classe deuxième devant l'Allemande Sonntag.
| Course                        | Vainqueur        | Deuxième         | Troisième           |
| ----------------------------- | ---------------- | ---------------- | ------------------- |
| Course de montagne du Krvavec | Alexandra Olarte | Angela Mudge     | Ľudmila Melicherová |
| Course de montagne du Danis   | Izabela Zatorska | Angela Mudge     | Birgit Sonntag      |
| Course de Schlickeralm        | Birgit Sonntag   | Angela Mudge     | Alexandra Olarte    |
| Challenge Stellina            | Birgit Sonntag   | Izabela Zatorska | Alexandra Olarte    |

## Classements
| Rang          | Nom              | Course 1 | Course 2 | Course 3 | Course 4 | Points |
| ------------- | ---------------- | -------- | -------- | -------- | -------- | ------ |
| Médaille d'or | Antonio Molinari | 100      | 100      | 80       | 60       | 340    |
| 2             | Martin Cox       | 50       | 80       | 60       | 32       | 222    |
| 3             | Helmut Schmuck   | 80       | 29       | 50       | 50       | 209    |
| 4             | Jonathan Wyatt   |          |          | 100      | 100      | 200    |
| 5             | Robert Quinn     | 60       | 45       | 26       | 45       | 176    |
| 6             | Marcel Matanin   | 40       | 60       | 32       | 11       | 143    |

| Rang          | Nom                 | Course 1 | Course 2 | Course 3 | Course 4 | Points |
| ------------- | ------------------- | -------- | -------- | -------- | -------- | ------ |
| Médaille d'or | Angela Mudge        | 80       | 80       | 80       | 45       | 285    |
| 2             | Alexandra Olarte    | 100      | 50       | 60       | 60       | 270    |
| 3             | Birgit Sonntag      |          | 60       | 100      | 100      | 260    |
| 4             | Izabela Zatorska    |          | 100      | 45       | 80       | 225    |
| 5             | Ľudmila Melicherová | 60       | 45       | 29       |          | 134    |
| 6             | Megan Edhouse       |          |          | 50       | 40       | 90     |